# Sextus Martinianus római császár
Sextus Martinianus (? – 324) római császár. Licinius római császár társuralkodója.
323-ban Görögországban I. Constantinus római császár összegyűjtötte 130 000 katonából álló hadseregét és a labarumot, Krisztus monogrammjával ellátott zászlót lobogtatva vonult Licinius 165 000 harcosa ellen, akinek a táborában egy csapat haruspex azaz jövendőmondó volt. A két sereg Hadrianopolisznál találkozott, és mindjárt az első összecsapás eldöntötte a küzdelmet. Licinius a Bizánci Birodalomba menekült, de onnan elűzte Constantinus hajóhada. Licinius úgy igyekezett hatalmát növelni, hogy egyik tisztjét, Martinianust, uralkodótársává tette; de ez sem nyújthatott hathatós segítséget neki. Egy újabb vereség után Licinius bezárkózott Nikomédiába, és kegyelmet kért ellenfelétől. Constantinus, Thesszalonikibe száműzte és 325-ben kivégeztette. A társcsászárt, Sextus Martinianust szintén kivégeztette.

## További információ
- Nagy Képes Világtörténet Elektronikus változat